# Crisis de Pascua

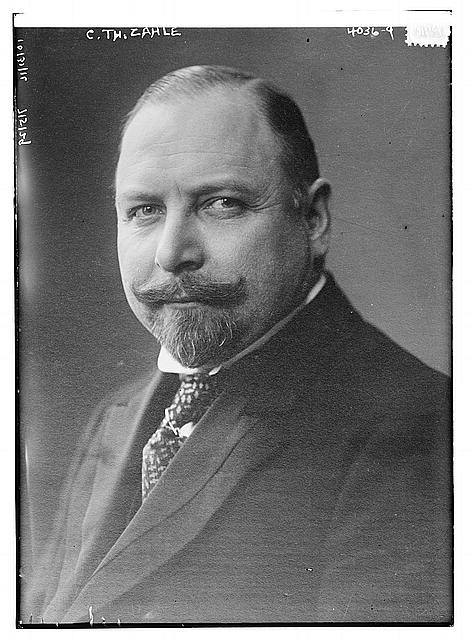
El primer ministro danes en 1920 Carl Theodor Zahle.

La crisis de Pascua (en danés Påskekrisen) fue una crisis constitucional sucedida en Dinamarca en torno a la Pascua de 1920. Fue un acontecimiento de gran trascendencia en el desarrollo y consolidación de la monarquía constitucional de este país. La crisis se inició cuando el monarca reinante, Christian X, destituyó el gobierno electo del primer ministro  Carl Theodor Zahle, ejerciendo una potestad que le otorgaba la constitución danesa. El rey pensaba que el gabinete no había sido suficientemente duro con Alemania en el conflicto fronterizo con este país por el Schleswig y tras la dimisión de Zahle, cesó a todo el gabinete. Tras las protestas suscitadas, Christian accedió a nombrar un gobierno provisional que convocara elecciones generales. Desde entonces ningún monarca danés ha interferido en la política.

## La cuestión de Schleswig-Holstein
La causa de la crisis fue el conflicto planteado entre el rey y el gobierno danés sobre la reunificación de Dinamarca y Schleswig, un antiguo ducado de este país que había pasado a manos de Prusia durante la Segunda Guerra de Schleswig. Las reivindicaciones danesas sobre la región habían persistido hasta el final de la Primera Guerra Mundial, momento en que la derrota alemana permitió afrontar el conflicto. Según los términos del Tratado de Versalles, la cuestión de Schleswig debía resolverse mediante dos plebiscitos: uno en Schleswig Septentrional (actual condado danés de Jutlandia Meridional) y otro en Schleswig Central (hoy parte del estado alemán de Schleswig-Holstein). No se planeó ningún plebiscito para el sur de Schleswig, que estaba dominado por una mayoría étnica alemana y, de acuerdo con el sentimiento predominante de la época a favor del Estado-nación, siguió formando parte del Estado alemán de posguerra.
En el norte de Schleswig, el 75% votó por la reunificación con Dinamarca y el 25% por permanecer con Alemania. En Schleswig Central, la situación se invirtió: el 80% votó por Alemania y el 20% por Dinamarca. A la vista de estos resultados, el gobierno del primer ministro Carl Theodor Zahle determinó que la reunificación con Schleswig Septentrional podía seguir adelante, mientras que Schleswig Central permanecería bajo control alemán.
Muchos nacionalistas daneses consideraban que Schleswig Central debía ser devuelto a Dinamarca independientemente de los resultados del plebiscito, movidos por su deseo de ver a Alemania definitivamente debilitada en el futuro y por la importante minoría danesa de esa área. Cristián X estaba de acuerdo con esta postura y ordenó a Zahle que incluyera Schleswig Central en el proceso de reunificación. Dinamarca funcionaba como una democracia parlamentaria desde el gabinete de Deuntzer de 1901 que marcó el nacimiento del parlamentarismo en el país y Zahle consideró que no tenía ninguna obligación de acatar la decisión del rey, rechazó la orden y dimitió varios días después, tras un airado desencuentro con el monarca.
Posteriormente, Cristián destituyó al resto del gobierno y lo sustituyó por un gabinete provisional conservador de facto bajo la dirección de Otto Liebe. La destitución provocó manifestaciones y un ambiente cuasi revolucionario en el país que durante varios días puso el futuro de la monarquía en entredicho. 
Ante el riesgo para la corona danesa, se abrieron negociaciones entre el rey y miembros de los socialdemócratas y Cristián dio marcha atrás y destituyó a su propio gobierno, conformando un gabinete de compromiso con Michael Pedersen Friis hasta que pudieran celebrarse elecciones ese mismo año.
Fue la última vez que un monarca danés en ejercicio ha tomado medidas políticas sin el pleno apoyo del parlamento. Tras la crisis, Cristián aceptó su papel drásticamente reducido como jefe de Estado de carácter simbólico. La Constitución danesa se mantiene prácticamente inalterada en este ámbito y sigue otorgando literalmente los mismos poderes al monarca que utilizó Cristián, aunque la práctica ha cambiado.